# San Angelo, Texas
San Angelo là một thành phố thuộc quận Tom Green, tiểu bang Texas, Hoa Kỳ. Năm 2010, dân số của xã này là 93200 người.

## Dân số
- Dân số năm 2000: 88439 người.
- Dân số năm 2010: 93200 người.